# Azidamfenicol
Azidamfenicol là một loại kháng sinh amphenicol, có cấu hình tương tự như chloramphenicol. Nó chỉ được sử dụng tại chỗ, như thuốc nhỏ mắt và thuốc mỡ để điều trị các bệnh nhiễm trùng do vi khuẩn nhạy cảm.